# Pietro Arduino
Pietro Arduino (Caprino Veronese, 18 luglio 1728 – Padova, 13 aprile 1805) è stato un agronomo, botanico e naturalista italiano.

## Biografia

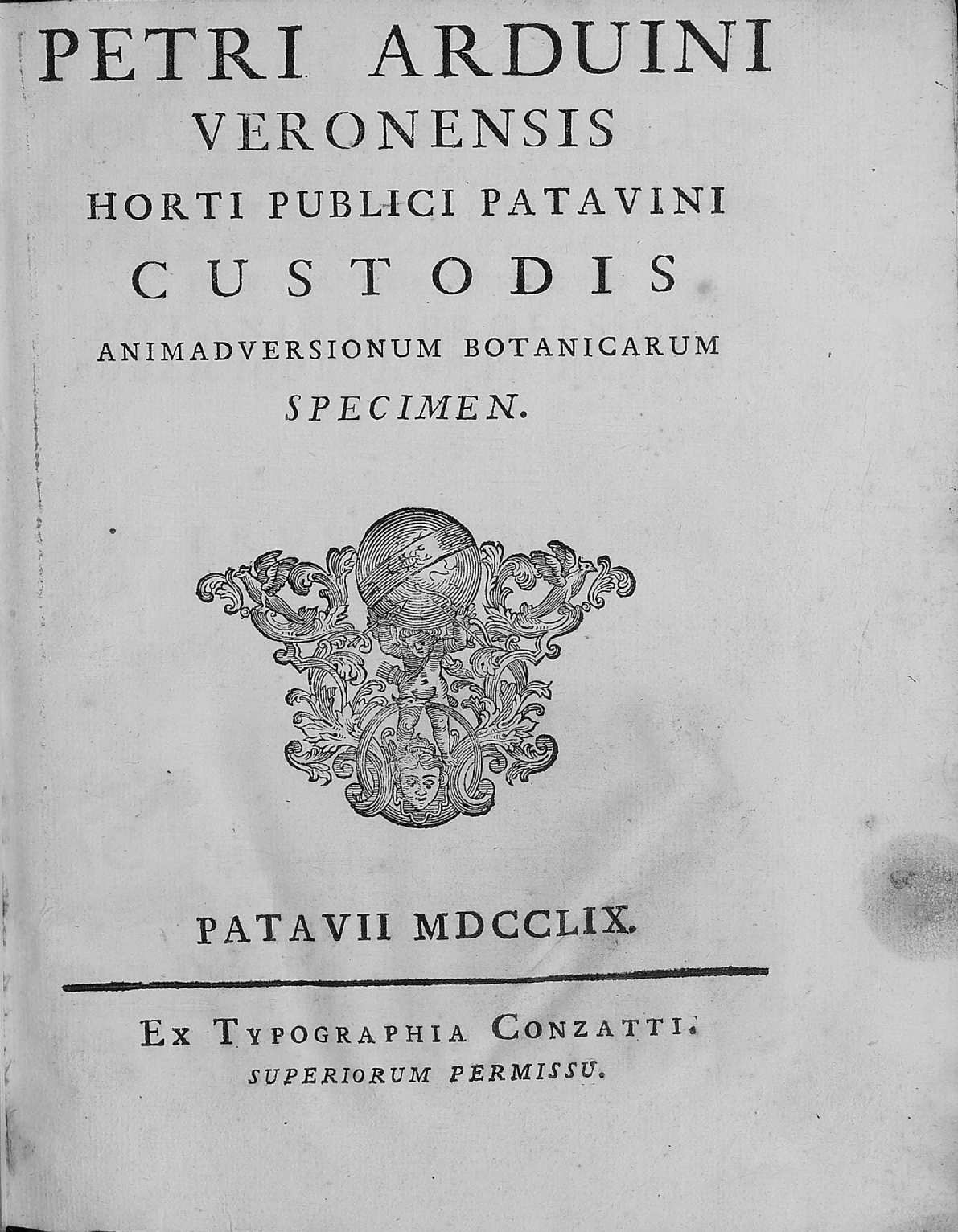
Animadversionum botanicarum specimen, 1759

Storico custode dell'orto botanico di Padova, dal 1765 fu il primo al mondo a ricoprire una cattedra di agricoltura (Cathedra ad Agriculturam Exsperimentalem) presso l'Università di Padova. 
Le sue osservazioni furono molto apprezzate dal grandissimo naturalista Linneo, che gli dedicò un genere nuovo di piante (Arduina, della famiglia Apocinacee) e una specie delle Labiate: Teucrium arduinii.
L'opera di Arduino si svolse nella botanica e nell'agraria; della prima si hanno due soli lavori: Animadversionum botanicorum specimen, che illustra, anche con figure, dodici specie di piante coltivate nell'orto botanico di Padova; il secondo lavoro botanico è Animadversionum botanicorum specimen alterum,nel quale illustra più di venti specie nuove o rare, indigene ed esotiche. Nel campo dell'agraria restano una dozzina di lavori; Il lavoro più esteso è Memorie di osservazioni... , che contiene pregevoli dati sulla utilizzazione di 16 piante.
Collaborò con il Giornale d'Italia di Francesco Griselini.
Il 31 maggio 1784 divenne socio dell'Accademia delle scienze di Torino.

## Intitolazioni
A lui è intitolata la Biblioteca Centrale di Agripolis. Agripolis è il Campus universitario che è sede della Scuola di Agraria e Medicina Veterinaria dell'Università di Padova.

## Opere
- Animadversionum botanicorum specimen, Padova, Giovanni Battista Conzatti, 1759.
- Animadversionum botanicorum specimen alterum, Venezia, Francesco Sansoni, 1764.
- Memorie di osservazioni e di sperienze sopra la cultura e gli usi di varie plante, 1766.
- Modi di preparare la semenza per preservare il frumento dal carbone, Venezia presso Benedetto Milocci, 1781

| Ard. è l'abbreviazione standard utilizzata per le piante descritte da Pietro Arduino. Consulta l'elenco delle piante assegnate a questo autore dall'IPNI. |